# Дунауйварош
Дунауйварош (венг.  Dunaújváros, с 1952 по 1961 год — Сталинварош) — город в центральной части Венгрии, в медье Фейер. Самый молодой город Венгрии, построенный в 50-х годах XX века в ходе массовой индустриализации. Крупный промышленный центр. Население — 46 320 человек (на 1 января 2014)

## География и транспорт
Город расположен в 80 км к югу от Будапешта, на правом берегу Дуная. Через город проходит автомагистраль Будапешт — Печ (Е73). От железнодорожной магистрали Будапешт — Капошвар в Дунауйварош идёт боковая ветка.

## История
Дунауйварош — единственный из крупных городов Венгрии, не имеющий древней истории. Он был построен в 50-х годах XX века на берегу Дуная на месте небольшой деревушки Пентеле (венг.  Pentele), получившей имя от св. Пантелеймона.
После окончания Второй мировой войны коммунистическое правительство Венгрии приняло программу индустриализации. В программе предусматривалось строительство «с нуля» промышленного города, рассчитанного на 25 тысяч жителей, в котором планировалось разместить металлургические и машиностроительные предприятия. Первоначально для строительства был выбран район около Мохача, однако осложнение отношений с Югославией привело к переносу места строительства вглубь Венгрии подальше от югославской границы.
Строительство города на месте деревни Пентеле началось 2 мая 1950 года. В 1952 году город был назван Сталинварош («Сталинград») в честь И. В. Сталина. В 1954 году открыт металлургический завод, а население достигло 27 700 человек. В 1956 году развитие города застопорилось сначала из-за землетрясения, затем из-за начала Венгерской революции 1956 года. Во время революции город был переименован в Дунапентеле. Повстанческое «Радио Ракоши» вело передачи из автобуса, который непрерывно курсировал по улицам города. 7 ноября 1956 года советские войска взяли с боями город, которому было возвращено имя Сталина, однако лишь на 5 лет. 26 ноября 1961 года город получил новое имя — Дунауйварош (буквально «новый город на Дунае»). В начале 1960-х годов население города составляло 31 тысячу человек.
В 1960-х — 1970-х годах Дунауйварош был своеобразной визитной карточкой венгерского социализма. Условия жизни в городе были намного лучше, чем в других венгерских провинциальных городах. Город часто посещали политические и общественные деятели различных социалистических стран. В городе был Юрий Гагарин.
После краха социализма в 1990-х годах экономика города испытала существенный кризис, однако с началом XXI века сумела его преодолеть. Металлургический завод, называющийся сейчас DUNAFERR, сумел перестроить работу на рыночных принципах и продолжает оставаться крупнейшим производителем стали в стране и главным работодателем для населения города. В настоящее время DUNAFERR контролируется британской металлургической корпорацией Liberty Steel. Среди вновь открытых в городе предприятий выделяется завод по производству шин южнокорейской компании Hankook Tire.

## Достопримечательности
Важнейшей достопримечательностью города является «Парк скульптур». В советское время на сталелитейном заводе по специальной программе проводились специальные семинары. Художники из разных стран, в том числе с «капиталистического Запада», приезжали в город, чтобы создавать произведения из металла. Они могли работать на заводе, пользуясь помощью рабочих. Созданные скульптуры после этого оставались в городе и размещались в основном на придунайской террасе. В настоящее время это крупнейший в Европе парк скульптур под открытым небом, важный экскурсионный объект.
Некоторые жилые районы города выполнены в стиле Баухаус. Напротив городского автовокзала сохранились несколько столбов — дорожные вехи римского военного тракта, проходившего по провинции Паннония.

## Население
| Год  | Численность | Численность |
| ---- | ----------- | ----------- |
| 2011 | 48 484      | [ 3 ]       |
| 2013 | 46 813      | [ 4 ]       |
| 2014 | 46 320      | [ 5 ]       |
| 2018 | 44 358      | [ 6 ]       |
| 2019 | 44 200      | [ 7 ]       |
| 2021 | 42 136      | [ 8 ]       |
| 2022 | 42 099      | [ 9 ]       |
| 2023 | 41 873      | [ 10 ]      |
| 2024 | 41 394      | [ 1 ]       |

## Города-побратимы
- Алчевск, Украина (2004)
- Вильжюиф, Франция (1958)
- Джурджу, Румыния (2003)
- Инегёль, Турция (1993)
- Ковентри, Великобритания (1962)[11]
- Линц, Австрия (1992)
- Силистра, Болгария (2005)
- Сремска-Митровица, Сербия (2004)
- Терни, Италия (1962)
- Эльбасан, Албания (1993)